# 沈黙の追撃
『沈黙の追撃』（ちんもくのついげき、原題: Submerged）は、2005年にアメリカで製作されたアクション映画。

## ストーリー
恐怖の映像を強制的に脳内に焼き付けることで人を思い通りに操るマインド・コントロール。
そのマインド・コントロールの秘密組織が敵国のダムの地下で結成されていると政府は予想していた。
秘密組織の中では捉えられた捕虜たちがマインド・コントロールを受けている。
その捕虜たちがスパイとして再び国内に侵入するまでに殺害しておきたいと考えた政府と軍は囚人のコーディーとその仲間7人、そしてチャペルという元女性海兵を現地へ向かわせた。途中で優秀な情報員のダミーダと合流し、計10人で秘密組織に挑む。しかし、マインド・コントロールの存在を知っていたのはチャペルのみで他の9人のメンバーはその存在を知らなかったのだ。
ダムへ潜入するグループと敵の潜水艦を乗っ取るグループに別れ、作戦を決行していた10人。
なんとか、捕虜を救い出し、潜水艦に乗り込んだものの、どうも心が落ち着かないコーディーはチャペルに問いつめる。
チャペルはマインド・コントロールの話をし、コーディーは救助した4人もマインド・コントロールされていることに気付き、その首謀者レイダーを追いつめることに計画の目的を変更する。
その間にも潜水艦内では救助した捕虜達が暴れ周り、コーディーの仲間が1人、また1人と襲われていく。
なんとか窮地を逃れ、生き残ったコーディーであったが仲間は7人から3人へと減り、チャペルを会わせた5人でレイダーに立ち向かっていくこととなった。
はたして、コーディー達はレイダーを追いつめることが出来るのであろうか。

## キャスト
| 役名                     | 俳優                     | 日本語吹替                                          |
| 役名                     | 俳優                     | DVD・BD版                                           |
| ------------------------ | ------------------------ | --------------------------------------------------- |
| クリス・コーディー       | スティーヴン・セガール   | 大塚明夫                                            |
| ヘンリー                 | ヴィニー・ジョーンズ     | 木下浩之                                            |
| スーザン・チャペル博士   | クリスティーン・アダムス | 浅野まゆみ                                          |
| フレッチャー捜査官       | ウィリアム・ホープ       | 青山穣                                              |
| アドリアン・レイダー博士 | ニック・ブリンブル       | 佐々木敏                                            |
| ダミタ                   | アリソン・キング         | 金沢映子                                            |
| チーフ                   | P・H・モリアーティ       | 木村雅史                                            |
| シャープ隊長             | ゲイリー・ダニエルズ     | 河相智哉                                            |
| プラウデン               | ロス・マッコール         | 村治学                                              |
| ルイス                   | スティーヴン・ダコスタ   | 桐本琢也                                            |
| ヒラン                   | ニコライ・ソティロフ     | 佐藤晴男                                            |
| オハーン                 | アダム・フォガティ       | 高橋圭一                                            |
| 役不明又はその他         |                          | 田坂浩樹 古川伴睦 泉裕子 一馬芳和 高橋将仁 日野未歩 |
|                          |                          |                                                     |
| 翻訳                     |                          | 砺波紀子 （ジュピター）                             |
| 演出                     |                          | 多部博之                                            |
| 調整                     |                          | VOX                                                 |
| 制作                     |                          | コスモプロモーション                                |
| 初回放送                 |                          | 2008年5月4日 『日曜洋画劇場』                       |

- テレビでは番組独自に吹替版は制作されず、ソフト版の吹替がそのまま放送された。